# Guldhjälmen
Guldhjälmen (O Capacete de Ouro) é um prêmio de hóquei no gelo sueco, que é concedido anualmente ao jogador mais valioso da Swedish Hockey League (SHL), conforme decidido pelo voto de seus jogadores.
Concedido pela primeira vez em 1986, o Guldhjälmen é patrocinado pela revista sueca de hóquei Hockey em cooperação com Jofa. É considerado um dos mais prestigiados prêmios de hóquei no gelo na Suécia. É semelhante ao Prêmio Viking do país, apresentado ao sueco que joga na América do Norte, conforme determinado pelo voto dos jogadores, e ao Prêmio Ted Lindsay da NHL, um prêmio de MVP também votado pelos jogadores.

## Vencedores
Jogadores em negrito também ganharam o Guldpucken da temporada.
- 1986 - Kari Eloranta, HV71
- 1987 - Peter Lindmark, Färjestad BK
- 1988 - Anders Eldebrink, Södertälje SK
- 1989 - Anders Eldebrink, Södertälje SK (2)
- 1990 - Bengt-Åke Gustafsson, Färjestad BK
- 1991 - Håkan Loob, Färjestad BK
- 1992 - Håkan Loob, Färjestad BK (2)
- 1993 - Peter Forsberg, Modo Hockey
- 1994 - Peter Forsberg, Modo Hockey (2)
- 1995 - Pelle Eklund, Leksands IF
- 1996 - Esa Keskinen, HV71
- 1997 - Jarmo Myllys, Luleå HF
- 1998 - Tommy Söderström, Djurgårdens IF
- 1999 - Jan Larsson, Brynäs IF
- 2000 - Rikard Franzén, AIK
- 2001 - Kristian Huselius, Västra Frölunda HC
- 2002 - Ulf Söderström, Färjestad BK
- 2003 - Niklas Andersson, Västra Frölunda HC
- 2004 - Magnus Kahnberg, Västra Frölunda HC
- 2005 - Henrik Lundqvist, Frölunda HC
- 2006 - Andreas Karlsson, HV71
- 2007 - Fredrik Bremberg, Djurgårdens IF
- 2008 - Tony Mårtensson, Linköpings HC
- 2009 - Johan Davidsson, HV71
- 2010 - Mats Zuccarello, Modo Hockey
- 2011 - Magnus Johansson, Linköpings HC
- 2012 - Jakob Silfverberg, Brynäs IF
- 2013 - Bud Holloway, Skellefteå AIK
- 2014 - Joakim Lindström, Skellefteå AIK
- 2015 - Derek Ryan, Örebro HK
- 2016 - Anton Rödin, Brynäs IF
- 2017 - Joakim Lindström, Skellefteå AIK (2)
- 2018 - Joakim Lindström, Skellefteå AIK (3)
- 2019 - Jacob Josefson, Djurgårdens IF